# Polystichum bakerianum
Polystichum bakerianum är en träjonväxtart som först beskrevs av Atkins., och fick sitt nu gällande namn av Friedrich Ludwig Diels. Polystichum bakerianum ingår i släktet Polystichum och familjen Dryopteridaceae. Inga underarter finns listade.